# Кизилтобе
Кизилтобе́ (каз. Қызылтөбе) — село у складі Мунайлинського району Мангистауської області Казахстану. Адміністративний центр Кизилтобинського сільського округу.
Населення — 25188 осіб (2021; 15157 у 2009).